# ميسي برجريم
ميسي برجريم (ولدت 16 يونيو 1982 ، مونتريال، كيبيك)، ممثلة كندية وعارضة أزياء سابقة.

## سيرتها الذاتية

### معيشتها وحياتهاالخاصة
ولدت ميسي في كيبيك، مونتريال، ولكنها مضت معظم حياتها في ساري، كولومبيا البريطانية. وهاجر اجدادها من أوكرانيا إلى كندا. وقالت ميسي، انها تربت وهي طفلة على انها ولد، حيث انها كانت تقوم بالعديد من الرياضات مثل كرة القدم، التزلج على الجليد، الرياضة في الهواء الطلق في جبال فانكوفر. اما الآن فقد أصبحت صديقة روتهلسبرغ مدرب فريق بيتسبرغ ستيلرز لكرة القدم بأمريكا.

## حياتها المهنية

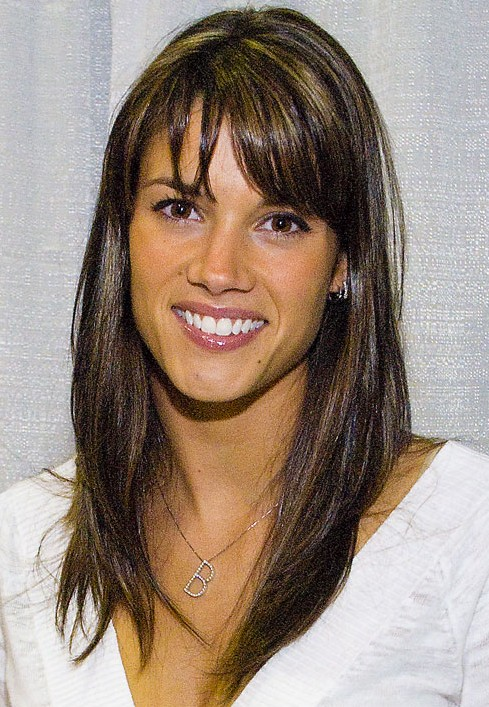
ميسي برجريم عام 2008، مؤتمر المعالج العالمي للكتاب الهزلي

بدأت ميسي الانضمام الي مسابقات عارضات الازياء عندما كانت بعمر الثامنة عشر، وقد لعبت دورا في الاعلانات الأولمبية، ومرسيدس-بينز. وكانت أول تجاربها المسرحية في 2002 ، وبدأت التمثيل من خلال سلسلة ملاك الظلام. وفي السنوات الاحقة قد مثلت في العديد من المسلسلات مثل: عرض كريس اسحاق، الشاح الأسود، جيك 2.0، سمولفيل، أندروميدا.
وأثناء عام 2004 قد لعبت دورا صغيرا في فيلم (المرأة القطة)، وقامت بعد ذلك في عام 2006 بأول تجاربها الكبيرة التمثيلية في السينما، وقد لعبت في هذا الفيلم دور البطولة فيما يخص دور الشاب المتمرد في دورها القيادى. وفي نفس الوقت فقد لعبت دور البطولة في فيلم قصير ألا وهو (المونتاج) وعرض من خلال شبكات الأنترنت.
وقامت بعدها بدور من أفضل الأدوار التمثيلية التي قدمتها، والتي قدمت بها دور كانديس يلمر التي لديها القدرة على التغير في المعارض. وبذلك اختيرت كأفضل فنانة لعبت دور البطولة، ورشحت لجائزة من أفضل الجوائز عن دورها في مسلسل ريبر. وفي مسلسل ريبر لعبت دور حبيبة الشاب التي تعمل على اصطياد وخدمة الشر.
وفي هذه الاوقات استمرت ميسي بالأقامة بلوس انجلوس، ولاية كاليفورنيا. وكانت كل من اللغات الإنجليزية، والفرنسية هي لغاتها الأم.

## الروابطالخارجية
Internet Movie Database'te Missy Peregrym
AskMen.com'da Profili
Yahoo! Movies'de Missy Peregrym
Yahoo! Movies Group
About.com'da Röportajlar

## روابط خارجية
- ميسي برجريم على موقع IMDb (الإنجليزية)
- ميسي برجريم على موقع ميتاكريتيك (الإنجليزية)
- ميسي برجريم على موقع روتن توميتوز (الإنجليزية)
- ميسي برجريم على موقع قاعدة بيانات الأفلام العربية
- ميسي برجريم على موقع ألو سيني (الفرنسية)
- ميسي برجريم على موقع تيرنر كلاسيك موفيز (الإنجليزية)
- ميسي برجريم على موقع أول موفي (الإنجليزية)
- ميسي برجريم على موقع إن إن دي بي (الإنجليزية)
- ميسي برجريم على موقع قاعدة بيانات الفيلم (الإنجليزية)
- ميسي برجريم على موقع ليتربوكسد (الإنجليزية)